# Lilo & Stitch (película de 2025)
Lilo & Stitch (conocida como Lilo y Stitch en Hispanoamérica y España) es una película de ciencia ficción y comedia dramática estadounidense de 2025, dirigida por Dean Fleischer-Camp, escrita por Chris Kekaniokalani Bright y Mike Van Waes, y producida por Dan Lin y Jonathan Eirich. Producida por Walt Disney Pictures y Rideback, es una adaptación a imagen real/CGI de la película animada homónima de 2002, dirigida por Chris Sanders y Dean DeBlois. Está protagonizada por Maia Kealoha como Lilo Pelekai, junto a Sanders retomando su papel como voz de Stitch. Otros miembros del reparto principal incluyen a Sydney Agudong, Hannah Waddingham, Billy Magnussen, Zach Galifianakis y Courtney B. Vance, con la participación de algunos miembros del elenco original de la película animada: Tia Carrere, Amy Hill y Jason Scott Lee.
La película tuvo un preestreno en el El Capitan Theatre de Los Ángeles el 17 de mayo de 2025 y se estrenó en Estados Unidos el 23 de mayo de 2025. A pesar de recibir críticas entre moderadas y favorables, la película batió numerosos récords el fin de semana del Día de los Caídos y ha recaudado 2.030 millones de dólares en todo el mundo, convirtiéndose en la segunda película más taquillera de 2025 y en el híbrido de acción real y animación más taquillero de la historia. También es la primera película estadounidense de 2025 en recaudar 1.030 millones de dólares. Se está preparando una secuela.

## Argumento
En el planeta Turo, el Dr. Jumba Jookiba es juzgado por la Federación Galáctica Unida por experimentación ilegal, juzgándolo por la creación del Experimento 626, una criatura agresiva y casi indestructible con capacidades de aprendizaje avanzadas. Jumba es declarado culpable y encarcelado, mientras que 626 es sentenciado al exilio por su comportamiento destructivo. Sin embargo, 626 se aprovecha para escapar robando una patrulla policial y usando su hiperimpulsor para llegar a la Tierra, estrellándose en la isla hawaiana de Kauai. La Gran Consejera ofrece a Jumba su libertad si captura a 626, asignándole al agente Pleakley, designado "experto en la Tierra". 626 se estrella cerca de una boda y es atropellado por un carrito turístico.
Una niña hawaiana llamada Lilo Pelekai es expulsada del hula por empujar a su acosadora Mertle fuera del escenario debido a la frustración por la ausencia de su hermana Nani. Su trabajadora social, la Sra. Kekoa, las visita y encuentra a Nani no apta para cuidarlos, exigiéndole que complete sus tareas en una semana. Al día siguiente, al enterarse de que Lilo quiere un amigo, la vecina Tūtū la lleva a un refugio de animales donde se mantiene a 626. Al darse cuenta de que Jumba y Pleakley lo persiguen, 626 se hace adoptar por Lilo como escudo humano. Nani los lleva a su trabajo en el lūʻau del resort con su amigo David Kawena. Lilo nombra a 626 como "Stitch" después del comentario de Nani. Disfrutan del resort, pero Stitch provoca accidentalmente un incendio en la mesa, lo que lleva al despido de Nani.
Nani recibe la visita de Kekoa y Cobra Bubbles (un agente de la CIA que investiga la llegada de Stitch haciéndose pasar por trabajador social) y Kekoa exige que Nani busque un nuevo empleo de inmediato. A pesar de las entrevistas de solicitud de empleo, Nani es rechazada debido a las travesuras de Lilo y Stitch. Lilo encuentra un folleto de instructor de surf y se lo muestra a Nani. La contratan y disfrutan surfeando después de su primer turno. Mientras tanto, Jumba y Pleakley intentan capturar a Stitch sin éxito mientras van en moto acuática, lo que provoca que los Pelekai y Stitch se ahoguen, casi ahogando a Lilo mientras Stitch se hunde.
Tras recuperarse, Kekoa le dice a Nani que el gobierno hawaiano puede cubrir los gastos del seguro médico si renuncia a su tutela, a lo que ella accede a regañadientes. Mientras las hermanas comparten una última noche juntas, Stitch se da cuenta de que él causó sus problemas y regresa solemnemente solo al refugio de animales. Mientras tanto, la Gran Consejera, frustrada por el fracaso de Jumba en capturar a Stitch, cancela el trato y ordena a Pleakley que devuelva a Jumba a prisión. Sin embargo, Jumba decide capturar a Stitch sin la ayuda de Pleakley.
Kekoa y Cobra llegan a la mañana siguiente y descubren que Lilo se ha escapado de su habitación. Estando juntas, Nani y Lilo comienzan a buscar a Stitch. Lilo encuentra y consuela a Stitch en el refugio, pero Jumba llega para reclamarle la ayuda. Escapan a la casa de los Pelekai y luchan contra Jumba, destruyendo su hogar. Durante la pelea, Jumba revela que Stitch usó a Lilo para protegerse, lo que lleva a Stitch, lleno de culpa, a rendirse.
Jumba lleva a Stitch a bordo de su nave espacial usando una pistola de portales de teletransportación y lo coloca en una cápsula, con la intención de mejorarlo posteriormente para borrar su recién descubierta empatía. Sin embargo, Lilo, quien se cuela a bordo, libera a Stitch y expulsan a Jumba de la nave. La nave se estrella en el océano, atrapando a Lilo y Stitch bajo el agua, con Lilo atrapada bajo los restos. Stitch la rescata, pero no puede nadar a la superficie. La libera para que salga y se ahoga.
Nani y David rescatan a Lilo, pero ella no deja a Stitch. David lleva a Lilo a la orilla mientras Nani nada de regreso para rescatar a Stitch del fondo del océano. Llegan a la orilla, pero Stitch no respira. Nani, David, Tūtū, Cobra y Pleakley (encontrado por Cobra) intentan revivir a Stitch con una fuerza de arranque. Aunque parece fallar, despierta, aliviando a Lilo y a los demás. Poco después, llega la Gran Consejera y hace que arresten de nuevo a Jumba, para que finalmente decida dejar que Stitch se exilie en la Tierra con su nueva "ohana".
Mientras los Pelekai, Stitch, David, Tūtū, Cobra y Pleakley regresan a casa, Kekoa le dice a Nani que puede ceder la tutela de Lilo a David y Tūtū, permitiéndole quedarse en casa. La ʻohana repara la casa y viven felices juntos.
En una escena a mitad de los créditos, Nani, que ahora asiste a la Universidad de California en San Diego para estudiar biología marina, visita a Lilo y Stitch en Kauaʻi, usando el arma generadora de portales de Jumba. Y luego Nani, Lilo y Stitch duermen abrazados en la misma cama.

## Reparto
- Maia Kealoha como Lilo Pelekai, una niña hawaiana de 6 años "que ama el hula, el surf y la vida silvestre, con una afinidad especial por todas las cosas "asquerosas".[5] Es muy imaginativa pero rebelde, lo que la mete en problemas a menudo y la aparta de sus compañeros de clase, quienes la consideran una "rara". A diferencia de la película original, que retrataba que ella y los padres de Nani habían muerto hace relativamente poco por los eventos de esa película, sus padres habrán muerto durante "unos años" por los eventos de la nueva versión, con Lilo ocultando su dolor a través de un "optimismo implacable y amante de la diversión".[6][7]
- Chris Sanders como la voz de Stitch, un experimento genético extraterrestre con forma de perro y fugitivo conocido como Experimento 626, que es adoptado por Lilo. Sanders retoma su papel de la película original, sus secuelas y de la serie de Lilo & Stitch.[8]
- Zach Galifianakis como Dr. Jumba Jookiba, un científico loco del planeta Kweltikwan y el creador de Stitch.[9]
- Billy Magnussen como Wendy Pleakley, quien en la película animada original es un agente de Plorgonarian de la Federación Galáctica Unida y su "experto" en la Tierra. Lo envían al planeta para recuperar el Experimento 626.[10][11]
- Sydney Agudong como Nani Pelekai, la hermana de Lilo de 18 años y su tutora legal. Se describe como una chica "inteligente, sobresaliente, atlética, Tipo A" y una "estudiante sobresaliente" que ha estado sintiendo las presiones cada vez mayores de tener que cuidar a Lilo mientras mantiene sus calificaciones escolares y su trabajo, lo que causa problemas con ella y del trabajador social de Lilo, con servicios de protección infantil amenazando con separar a las hermanas Pelekai y poner a Lilo en un hogar de crianza.
- Kaipot Dudoit como David Kawena, un surfista y estudiante de una universidad comunitaria nativo de Hawái de 18 años que es amable con Nani. Realiza la "danza del cuchillo de fuego" en el hotel donde trabajan él y Nani.[12]
- Tia Carrere como la Sra. Kekoa, una trabajadora social de AANHPI que es "una mujer práctica, amable y paciente que se comunica regularmente con Nani", pero que, sin embargo, es consciente de las dificultades de Nani para cumplir con sus deberes.[13]
- Courtney B. Vance como Cobra Bubbles, un agente federal enviado para capturar a Stitch.[14]
- Amy Hill como Tūtū, una nativa hawaiana de unos 70 años, vecina de los Pelekais desde hace mucho tiempo y abuela de David Kawena. Se la describe como «una mujer cálida e ingeniosa que habla con acento pidgin local». Es un personaje original de esta película. Hill prestó su voz a la Sra. Hasagawa en la película original y en Lilo & Stitch: La Serie. En la cultura hawaiana, la palabra «tutu» se usa comúnmente para referirse a los abuelos.
- Emery Hookano-Briel como Mertle Edmonds, compañera de clase de hula de Lilo y matona.
- Jason Scott Lee como gerente del Lū'au, dónde Nani y David trabajan, llamado "Jimmy's Luau". Lee prestó su voz a David en la película original y en Lilo & Stitch 2 (2005).

## Producción

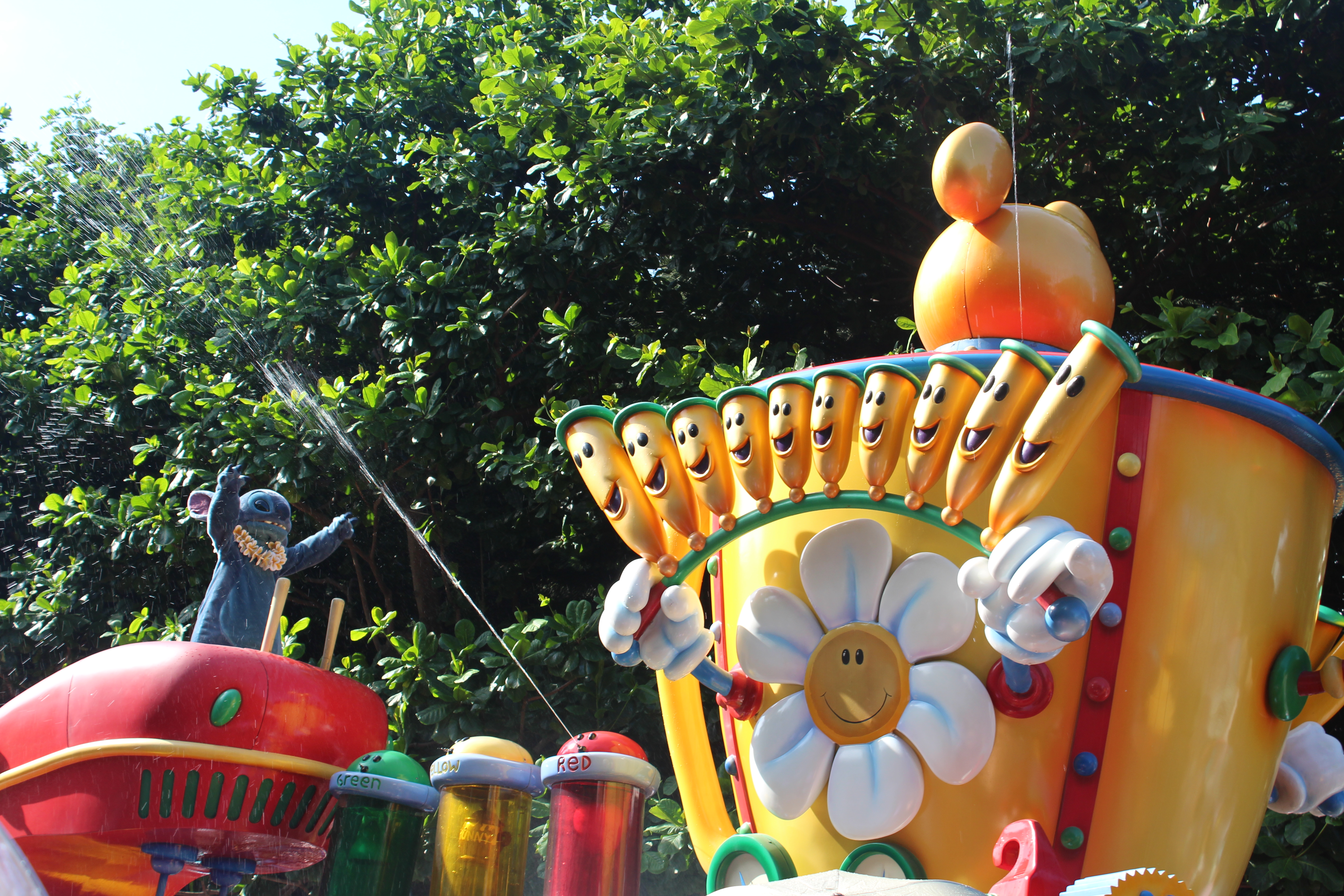
Stitch representado en uno de los desfiles de los parques temáticos

### Desarrollo
El 3 de octubre de 2018, se anunció que Walt Disney Pictures estaba desarrollando una adaptación cinematográfica híbrida de acción en vivo / animación generada por computadora de su película animada de 2002 Lilo & Stitch. La película iba a ser adaptada por Mike Van Waes, producida por Dan Lin y Jonathan Eirich, y coproducida por Ryan Halprin. El 24 de octubre de 2018, Van Waes reveló que comenzó a trabajar en el guion del remake. El 13 de noviembre de 2020, Jon M. Chu entró en conversaciones para dirigir la película, mientras que se informó que Van Waes había dejado el proyecto y el estudio buscaba un nuevo guionista para reescribir el guion de Van Waes. Sin embargo, en mayo de 2021, se informó que Chu había dejado la película debido a su participación en otros proyectos como las adaptaciones cinematográficas de Wicked y China Rich Girlfriend, siendo esta última la secuela de la propia adaptación de Chu de Crazy Rich Asians. El 14 de julio de 2022, se informó que Dean Fleischer-Camp dirigiría la película.

### Casting
El 4 de febrero de 2020, se informó que el coguionista y codirector de la película original, Chris Sanders, volvería a interpretar su papel como la voz de Stitch en la nueva versión. En febrero de 2023, Zach Galifianakis se unió al elenco de la película interpretando a Pleakley. A finales de marzo, Maia Kealoha fue seleccionada para interpretar a Lilo Pelekai. En abril de 2023, Billy Magnussen se unió al elenco en un papel aún no revelado mientras que  Sydney Agudong fue elegida para interpretar a Nani Pelekai. Más tarde ese mes, Kahiau Machado fue elegido como David Kawena, seguido de Jolene Purdy como la Sra. Kekoa, un nuevo personaje que asume el papel de Cobra Bubbles como una trabajadora social encargada de cuidar a las hermanas Pelekai.
Más tarde se confirmó que el personaje de Cobra Bubbles aparecía en la película poco después cuando se informó que Courtney B. Vance fue elegido para dicho papel. Tia Carrere y Amy Hill, quienes interpretaron sus papeles en la película original, fueron elegidas para nuevos papeles, con Chris Sanders en negociaciones finales para retomar su papel de voz como Stitch. Además, debido a publicaciones descubiertas en las redes sociales que mostraban a Machado pronunciando insultos raciales, fue reelegido con Kaipot Dudoit.

### Rodaje
La producción tendría lugar en Hawái. Se suponía que comenzaría a fines del 2020. Se confirmó que el rodaje tendría lugar en Hawái en febrero de 2023. El rodaje comenzaría en Oahu, Hawái, el 13 de marzo de 2023 y se esperaba que finalizara el 16 de junio. Sin embargo, el primer día del rodaje se retrasó posteriormente hasta el 17 de abril.
El 16 de abril de 2023, se produjo un incendio en un tráiler dentro del campamento base del set de la película en Haleiwa, que causó daños por aproximadamente $ 200,000. El tráiler contenía vestuarios que se habrían usado durante las primeras tres semanas durante el rodaje. El incendio inició antes de las 11:00 p.m. y se extinguió a la 1:00 a. m. del día siguiente. No se reportaron heridos, aunque el comienzo del rodaje se retrasó aún más. El Departamento de Policía de Honolulu lo clasificó como un incendio premeditado en primer grado y abrió una investigación en respuesta.

## Estreno
El 4 de febrero de 2020, se informó que Lilo & Stitch se estrenaría a través del servicio de streaming, Disney+. Sin embargo, en noviembre de 2020, Variety y The Hollywood Reporter dijeron que Disney no ha determinado si la película se estrenaría en cines o a través de Disney+. El 13 de julio de 2022, se informó que la película se estrenaría en Disney+. El 10 de agosto de 2024, la película fue trasladada a un estreno en cines para verano de 2025. En octubre del mismo año, se anunció que el estreno oficial sería el 23 de mayo de 2025.

## Controversias
Las elecciones de Agudong y más tarde (hasta su cambio de casting) Machado fueron objeto de controversia en las redes sociales poco después de sus anuncios, con acusaciones de colorismo y blanqueo hacia Disney y el equipo de reparto de la película, ya que los dos actores tienen tonos de piel más claros que sus las contrapartes animadas originales de los personajes. Sydney Agudong, la hermana mayor de la actriz Siena Agudong, es una mujer mestiza nacida y criada en Kauai (donde se desarrolla principalmente la franquicia) de madre caucásica y padre mitad filipino y mitad nativo hawaiano. Agudong recibió comentarios en su cuenta de Instagram atacándola por aceptar el papel.
La elección de Vance como Cobra Bubbles también generó cierta controversia, ya que los fanáticos expresaron su decepción porque el actor de voz original del personaje, Ving Rhames, cuyo personaje de Pulp Fiction, Marsellus Wallace, se usó como modelo para Bubbles, no fuese elegido para el papel.

## Música de Elvis Presley

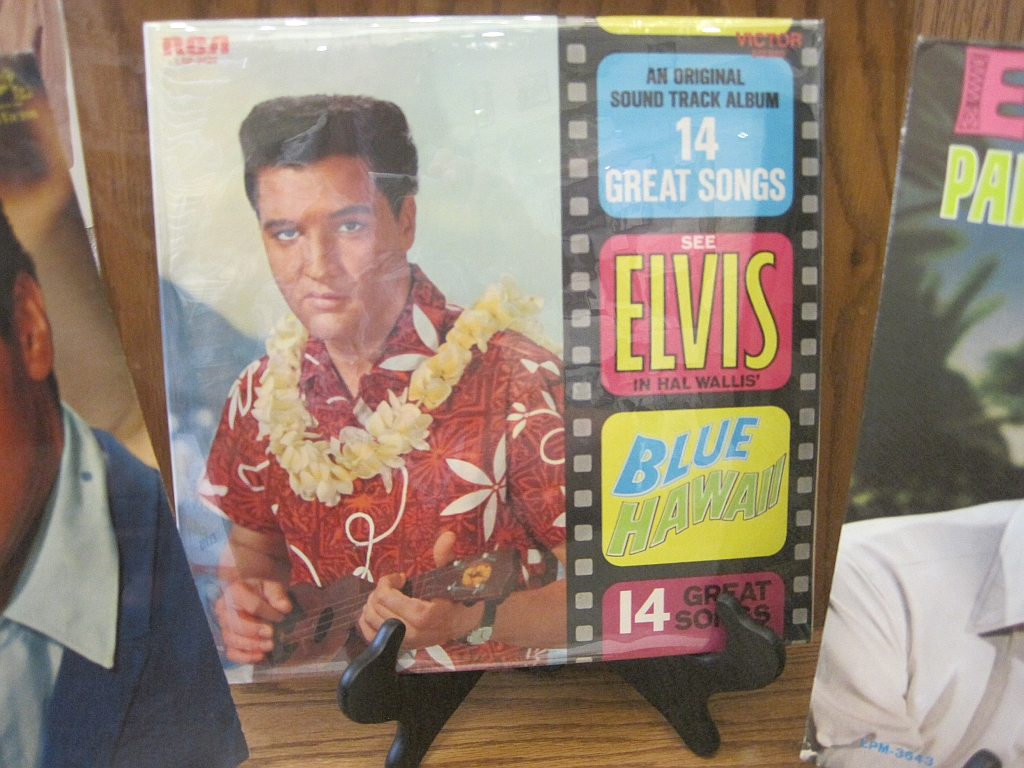
Portada del álbum Blue Hawaii de Elvis Presley

Al igual que sucedió previamente con la película de dibujos animados original Lilo & Stitch de 2002,  en esta entrega de acción en vivo, la banda sonora del film incluyó un total de un total de cinco temas de Elvis Presley, siendo uno de los temas principales de la misma (You're The) Devil in Disguise ("Eres el diablo disfrazado"). Otras de las canciones de Presley que pueden oírse son Hound Dog ("Perra de caza"), Hertbreak Hotel, Stuck On You ("Pegado a ti") y Suspicious Minds. ("Mentes sospechosas").  Estas cinco canciones son parte de álbum  Elvis 30 #1 Hits
La película a su vez incorporó otras dos canciones popularizadas por Presley como Burning Love ("Ardiente amor"), en este caso interpretado por Nyjah Music & Zyah Rhythm y producido por Bruno Mars, y la canción tradicional hawaiana Aloha Oe en las voces de The Rose Ensemble,  grupo vocal norteamericano fundado en 1996 con sede en St Paul, Minesota. 
Esta última canción había sido grabada previamente por Elvis para la banda sonora de la película Blue Hawaii en 1960 y editada por RCA en la banda sonora de la película.
Por otra parte, durante los primeros minutos de la película para combatir la frustración que siente ella en ese momento, Lilo que es una gran admiradora del cantante, va a su cuarto y saca de un estante el disco de vinilo Blue Hawaii de Elvis Presley y lo coloca en el giradiscos. 
No obstante, la canción que se oye de fondo en la película no es ninguna de las canciones pertenecientes al álbum Blue Hawaii sino otro de los temas clásicos de Presley, Heartbreak Hotel ("Hotel de los corazones rotos")   una de las primeras grabaciones de Elvis para RCA en 1956 y uno de los primeros blues compuestos e interpretados por un cantante blanco.

## Secuela
En junio de 2025, Camp, director de la película, dijo que haría una secuela si fuera la idea correcta, no solo porque hay una nueva demanda en el mercado, sino que también estaría abierto a hacer un spin-off animado como una serie episódica o limitada. Más tarde ese mes, el 26 de junio (conocido como "Día 626" o "Día de Stitch"), se anunció que una secuela estaba en desarrollo.